# Мария Куманова
Мария Куманова е българска писателка и поетеса, номинирана в конкурса за млад автор на „Литературен вестник“ през 2016 г. Година по-късно печели конкурс, организиран от издателствата „АРС“ и „Scribens“ за ръкопис на дебютна книга, което води до издаването на първата ѝ стихосбирка inclavo.

## Образование и ранно творчество
Мария Куманова завършва магистратура по творческо писане в Нов български университет. Дълги години е част от творческия колектив „Писатели без книги“, където произведения на неиздавани автори се четат от техни колеги. Гост е на редица писателски събития в страната. Свои творби публикува в „Литературен вестник“, „Кръстопът“, „Klaxon Press“, сп. „Следва“, виртуална антология „Виждам Европа“ и др., но остава писател без книга.
Това се променя през 2017 г., когато Мария печели конкурс за дебютен автор, организиран от издателствата „АРС“ и „Scribens“. Дебютната ѝ стихосбирка „inclavo“ излиза през 2018 г. под редакторството на Георги Гаврилов и Нинко Кирилов. Официалното представяне на книгата се състои на 26 април 2018 г. в Столична библиотека.
Мария е част от авторския колектив зад биографичната книга за група Остава „аз | Остава“, излязла през 2019 г. и „Приказката P.I.F. “ (2021). През 2021 г. печели награда в Националния конкурс за поезия „Накрай света“ на Tetradkata.com. Участник е в поетичната антология „Поезия срещу войната“ (2022). „Тилда“ (2023) е втората ѝ поетична книга.